# Рагиб Лубовац
Рагиб Лубовац је сликар, цртач и графичар из Босне и Херцеговине. Рођен је 1932. године у Мркоњић Граду. Завршио је школу за примјењену умјетност у Сарајеву 1954, а дипломирао на Академији за примењену уметност у Београду 1959. године. Предавао је на Педагошкој академији у Сарајеву, а једно вријеме је био и декан овог факултета.
Учествовао је на великом броју изложби у земљи и иностранству. Током рата у Босни и Херцеговини је живио у Њемачкој, па је излагао у Фрајбургу, Аугсбургу, Лајпцигу, Гетингену и Минхену. Одржао је и више самосталних изложби у Сарајеву, Загребу, Новом Саду, Земуну, Паризу, Ашафенбургу, 'с-Херенбергу и Ландсбергу.
Лубовац је добитник двије награде за цртеж на изложби Југословенског портрета у Тузли (1971. и 1975. године), награде за графику на 14. ликовним сусретима у Суботици (1975. године) и награде за сликарство на изложби Collegium artisticum у Сарајеву (2002. године).